# Simon de Tournai
Simon de Tournai (n. 1130, Tournai, Comitatul Flandra, Franța – d. 1201) a fost profesor de filosofie și apoi de teologie la Universitatea din Paris. A fost printre primii scolastici pentru care doctrina aristotelică a devenit sinonimă cu filosofia însăși.
1. 1 2  Simóne di Tournai